# Stert
 (septembre 2023).
Stert est une paroisse civile et un village du Wiltshire, en Angleterre.